# راب بومن (کارگردان)
راب بومن (انگلیسی: Rob Bowman؛ زادهٔ ۱۵ مهٔ ۱۹۶۰) یک کارگردان، و تهیه‌کننده اهل ایالات متحده آمریکا است.